# Sylvanian Families
Sylvanian Families (jap. シルバニアファミリー Shirubania famirī) – linia figurek kolekcjonerskich przedstawiająca antropomorficzne zwierzęta wykonane z flokowanego plastiku. Zostały one stworzone w 1985 roku przez japońską firmę produkującą gry Epoch i są rozpowszechniane na całym świecie przez wiele firm. W oparciu o linię zabawek Sylvanian Families powstały m.in. gry i seriale animowane.
20 marca 1985 roku ruszyła sprzedaż figurek Sylvanian Families w Japonii przez firmę Epoch, która wykorzystała motyw domków dla lalek i antropomorficznych postaci zwierzęcych. Pierwsze wersje domków dla lalek i innych zestawów zostały wykonane z porcelany, a meble – z drewna. Jednak późniejsze wersje w produkcji zastąpiły je plastikiem i metalem. Zabawki zostały później wydane w Ameryce Północnej tego samego roku, ale z innymi opakowaniami i niewielkimi różnicami w stosunku do samych postaci. Linia zabawek była pierwotnie zatytułowana „Mori noyu kaina nakama-tachi Epoch-sha shisutemu korekushon animal toy Sylvanian Families” (jap. 森のゆかいな仲間たち エポック社 システム・コレクション・アニマルトーイ・シルバニアファミリー Mori noyu kaina nakama-tachi Epokkusha shisutemu korekushon animarutōi shirubania famirī).

## Seriale animowane
- Leśna rodzina – amerykański serial animowany z 1987 roku.
- Stories Of Sylvanian Families – brytyjski serial animowany z 1988 roku.
- Sylvanian Families (jap. シルバニアファミリー Shirubania famirī)[4] – OVA z 2007 roku.
- Leśna rodzina: Miniodcinki – serial animowany z 2018 roku[5][6].